# Astros Valencia
Gli Astros Valencia sono una squadra di baseball spagnola con sede a Valencia. Militano attualmente nella División de Honor, massima serie del campionato spagnolo.

## Storia
Nata nel 2001 con lo scopo di diffondere il baseball nella Comunità Valenciana, partecipa alla División de Honor ininterrottamente dal 2008. Nel 2012 arrivarono primi nella stagione regolare, ma persero la serie finale contro il Club Beisbol Barcelona. Dopo un secondo posto nel 2015 alle spalle dei Tenerife Marlins, riuscirono a diventare campioni nazionali nel 2016. Nelle due stagioni successive furono nuovamente vicecampioni, ma vinsero due Coppe del Re ai danni dei Marlins.
A livello europeo, nel 2017 persero la finale della Federations Cup, dove però si imposero l'anno seguente: in questo modo hanno potuto partecipare alla Coppa CEB del 2019, in cui sono arrivati quinti. Nel 2020 hanno nuovamente vinto il campionato, superando i Marlins grazie a due vittorie negli scontri diretti. L'anno successivo, dopo aver vinto la finale di Coppa del Re ancora contro i canari, sono stati battuti da questi ultimi per 3-2 nella prima Spanish Series; le stesse finali si ripetono con uguale esito anche nel 2022, stagione in cui però Valencia vince per la seconda volta la Federation Cup.

## Palmarès
- Campionati spagnoli: 2

2016, 2020
- Coppe del Re: 5

2017, 2018, 2021, 2022, 2023
- Federations Cup: 2

2018, 2022

### Altri piazzamenti
- División de Honor:

secondo posto: 2012, 2015, 2017, 2018, 2021, 2022
- Federations Cup:

secondo posto: 2017